# Un fils de notre temps
Un fils de notre temps (Ein Kind unserer Zeit) est un roman de Ödön von Horváth paru en 1938.

## Contexte historique
Le 12 mars 1938, l'Autriche est annexée par l'Allemagne nazie. Horváth était opposé au fascisme contre lequel il avait mis en garde dans différentes œuvres comme Casimir et Caroline ou Jeunesse sans Dieu et cela lui avait valu d'être placé sur la liste des auteurs interdits pendant la période du national-socialisme. Il s'enfuit et parcourt toute l'Europe avant de s'arrêter à Paris où il mourra peu de temps après.

## Résumé
Le narrateur anonyme né en 1917 est également le héros de l'histoire. Il est chômeur et vit dans un pays en proie à une crise économique. Espérant une vie meilleure, il s'engage dans l'armée. Une fois dans l'armée, il obéit aveuglément aux ordres en y laissant une partie de son âme. Lors d'une permission, il rencontre une jeune femme lors d'une fête foraine et est attiré par elle.

## Postérité
- Le titre est repris par Michael Tippett pour son oratorio A Child of Our Time (1939-1941).

## Adaptations

### À la scène
Le roman est adapté pour la scène par Gruntam Brattia en 2000. Le texte de cette pièce de théâtre est traduite en français par Sylvain Délétang.

### À la télévision
- 2003 : Un fils de notre temps, téléfilm français réalisé par Fabien Cazeneuve, adaptation du roman éponyme sur un scénario du réalisateur et de Jean-Claude Grumberg, avec Jérémie Renier dans le rôle principal[4],[5]